# Omicidio di Erio Codecà
L'omicidio di Erio Codecà venne commesso a Torino il 16 aprile 1952; il delitto è rimasto insoluto.

## Storia
Eleuterio Codecà detto Erio nacque a Ferrara nel 1901, dopo essersi laureato in ingegneria a Grenoble nel 1926, fu assunto dalla FIAT diventandone dirigente e responsabile diretto del settore auto. Venne inviato a dirigere la filiale di Bucarest e successivamente, nel 1935, quella tedesca di Berlino. Rimase nella Germania nazista fino al 1943 quando tornò in Italia divenendo direttore del laboratorio sperimentale della Fiat al Lingotto. Nel 1950 ottenne l'incarico di direttore della sezione Fiat Grandi Motori, stabilimento per la produzione di grandi motori navali con sede in corso Vercelli a Torino. Nel Salone dell'automobile del 1951 presentò varie auto della Fiat all'allora presidente della repubblica Luigi Einaudi.

### La morte
Uscito per una passeggiata con il suo cane, il 16 aprile 1952, alle 21:15 fu trovato senza vita di fronte alla sua Fiat 1100 E, in via Villa della Regina non lontano dalla Chiesa della Gran Madre di Dio nel quartiere Borgo Po ai piedi della collina torinese, ucciso da un colpo di pistola inizialmente ipotizzato fosse alla nuca ma poi venne accertato che venne esploso sotto l'ascella destra. Le piste politiche furono inizialmente abbandonate dato che secondo La Stampa e La Gazzetta del Popolo Codecà non aveva assunto particolari atteggiamenti politici. La Fiat e l'Unione Industriali di Torino offrirono anche una taglia di 28 milioni di lire. Successivamente un sospetto indiziato, Giuseppe Faletto, ex partigiano comunista noto come Boia della Val Susa e operaio della Fiat originario del Canavese, fu anche processato, ma venne assolto il 7 marzo 1958 per insufficienza di prove. Gli autori del delitto risultano quindi tuttora ignoti.

## Influenza nella cultura di massa
All'omicidio è stata dedicata una puntata del programma Rai La storia siamo noi.